# Всемирный банк
Всемирный банк (также Мировой банк, англ. The World Bank) — международная финансовая организация со штаб-квартирой в Вашингтоне, предоставляющая кредиты, беспроцентные займы и гранты на реализацию долгосрочных экономических проектов и сокращения бедности в мире.
В процессе своего развития Всемирный банк претерпевал различные структурные изменения, поэтому под термином Всемирный банк на разных этапах понимались разные организации.
Вначале Всемирный банк ассоциировался с Международным банком реконструкции и развития, осуществлявшим финансовую поддержку в восстановлении после Второй мировой войны Западной Европы и Японии. Позднее, в 1960 году, была создана Международная ассоциация развития, которая взяла на себя часть функций, связанных с политикой этого банка.
В настоящее время под Всемирным банком фактически понимают две организации:
- Международный банк реконструкции и развития;
- Международная ассоциация развития.

В разное время к ним присоединились созданные для решения задач Всемирного банка ещё три организации:
- Международная финансовая корпорация;
- Многостороннее агентство по гарантиям инвестиций;
- Международный центр по урегулированию инвестиционных споров.

Все пять организаций входят в Группу организаций Всемирного банка и называются Группой Всемирного банка.
В отдельных случаях под Всемирным банком по-прежнему понимается Международный банк реконструкции и развития, который до сих пор составляет основу деятельности Всемирного банка.

## История
Всемирный банк является одной из двух (наряду с Международным валютным фондом) крупных финансовых организаций, созданных по итогам Бреттон-Вудской конференции, состоявшейся в США в 1944 году. Делегаты из 45 стран, в том числе представители Советского Союза, обсуждали вопросы восстановления экономики и устройства мирового хозяйства после Второй мировой войны.
Советский Союз являлся одним из активных участников Конференции, однако впоследствии отказался от участия в деятельности Международного валютного фонда и Всемирного банка, так как в соответствии с уставом не имел возможности влиять на принимаемые решения — в отличие от Соединённых Штатов Америки.
На первых этапах своей деятельности с 1945 по 1968 год Всемирный банк не осуществлял активного кредитования вследствие повышенных требований к заёмщикам. Под руководством второго президента банка Джона Макклоя в качестве первого заёмщика была выбрана Франция, ей был выдан кредит в сумме 250 млн долларов США. Причём условием предоставления Франции кредита было неучастие в коалиционном правительстве коммунистов. Два других претендента (Польша и Чили) помощи не получили. В дальнейшем Всемирный банк принимал активное участие в кредитовании стран Западной Европы, которая активно восстанавливала разрушенную Второй мировой войной экономику, реализуя план Маршалла. Финансирование этого плана в значительной степени шло по линии Всемирного банка.
В 1968—1980 годах деятельность Всемирного банка была направлена на помощь развивающимся странам. Увеличивались объёмы и структура предоставляемых кредитов, охватывая различные отрасли экономики от инфраструктуры до решения социальных вопросов. Руководивший в этот период Всемирным банком Роберт Макнамара привнёс в его деятельность технократический стиль управления, так как имел опыт руководящей работы в качестве министра обороны США и президента компании «Форд». Макнамара создал новую систему предоставления потенциальными странами-заёмщиками информации, что позволяло сокращать время на принятие решения об условиях предоставления кредита.
В 1981 году Макнамару на посту президента Всемирного банка сменил Клаузен по представлению тогдашнего президента США Рональда Рейгана. В этот период финансовая помощь предоставлялась в основном странам третьего мира. Для периода 1980—1989 годов характерной была политика кредитования, направленная на развитие экономик стран третьего мира с тем, чтобы понизить зависимость их от кредитов. Такая политика привела к сокращению кредитов, предоставляемых на решение социальных задач.
С 1989 года политика Всемирного банка претерпела существенные изменения под влиянием критики различных негосударственных организаций, в частности, связанных с охраной окружающей среды. В результате спектр предоставляемых кредитов на различные цели расширился.

## Цели и задачи
Цели деятельности Всемирного банка — способствовать устойчивой глобализации в интересах всех слоёв населения, сокращению масштабов бедности, ускорению экономического роста без ущерба для окружающей среды, а также создавать для людей новые возможности и вселять в них надежду.Роберт Б. Зеллик, 11-й президент Всемирного банка
В настоящее время в соответствии с Декларацией тысячелетия Всемирный банк сосредоточил свою деятельность на достижение целей развития тысячелетия. В переходный период к третьему тысячелетию под эгидой ООН были сформулированы восемь целей, на достижение которых должны быть направлены усилия международных организаций. Цели развития тысячелетия должны быть достигнуты к 2015 году и включают в себя следующие:
1. ликвидация нищеты и голода;
2. обеспечение всеобщего начального образования;
3. поощрение равенства мужчин и женщин и расширение прав и возможностей женщин;
4. сокращение детской смертности;
5. улучшение охраны материнства;
6. борьба с ВИЧ/СПИДом, малярией и другими заболеваниями;
7. обеспечение устойчивого развития окружающей среды;
8. формирование глобального партнерства в целях развития.

Решая глобальные задачи развития человечества, Всемирный банк, используя механизм предоставления кредитов МБРР, кредитует страны со средним уровнем дохода по процентным ставкам, соответствующим уровню рынка этих стран. Другая финансовая организация Всемирного банка МАР кредитует страны с низким уровнем дохода по минимальным процентным ставкам или без процентов.

## Виды и направления деятельности
Два тесно связанные между собой учреждения в составе Всемирного банка — Международный банк реконструкции и развития (МБРР) и Международная ассоциация развития (МАР) — предоставляют займы по низким процентным ставкам, под нулевой процент или в виде грантов странам, не имеющим доступа к международным рынкам капитала или имеющим такой доступ на невыгодных условиях. В отличие от других финансовых учреждений, Всемирный банк не стремится к получению прибыли. МБРР действует на рыночной основе, пользуется своим высоким кредитным рейтингом, позволяющим ему получать средства под низкий процент, для того чтобы предоставлять кредиты своим клиентам из числа развивающихся стран также по низким процентным ставкам. Операционные расходы, связанные с этой деятельностью, Банк покрывает самостоятельно, не используя для этого внешние источники финансирования.
Каждые три года Группа Всемирного банка разрабатывает рамочный документ: «Стратегия деятельности Группы Всемирного банка», который используется как основа сотрудничества со страной. Стратегия помогает увязать программы банка как по предоставлению займов, так и аналитических и консультационных услуг, с конкретными целями развития каждой страны-заёмщика. В стратегию входят проекты и программы, которые могут максимально повлиять на решение проблемы бедности и способствовать динамичному социально-экономическому развитию. До подачи на рассмотрение совету директоров Всемирного банка стратегия обсуждается с правительством страны-заемщика и с другими заинтересованными структурами.

### Мобилизация денежных средств
Займы, предоставляемые МБРР развивающимся странам, финансируются в основном за счёт продажи облигаций, имеющих наивысший рейтинг надёжности «AAA» на мировых финансовых рынках. Получая небольшую прибыль от кредитования, МБРР более значительный доход получает от собственного капитала. Этот капитал состоит из резервов, накопленных в течение многих лет, и средств, получаемых в виде взносов от 189 государств-членов Всемирного банка. Полученную прибыль МБРР использует для покрытия операционных расходов, частично перечисляет МАР и использует для облегчения бремени задолженности стран.
Ресурсы МАР, которая является крупнейшим в мире источником финансирования беднейших стран мира в виде беспроцентных займов и грантов, пополняются каждые три года 40 странами-донорами. Дополнительные средства МАР получает по мере погашения странами предоставляемых на срок от 35 до 40 лет беспроцентных займов. Эти средства затем вновь используются для предоставления кредитов. На долю МАР приходится почти 40 процентов общего объёма кредитных операций Всемирного банка.

### Кредиты
Действуя через МБРР и МАР, Всемирный банк предоставляет кредиты двух основных видов: инвестиционные кредиты и кредиты на цели развития.
Инвестиционные кредиты предоставляются для финансирования производства товаров, работ и услуг в рамках проектов социально-экономического развития в самых различных секторах.
Кредиты на цели развития (раньше называвшиеся кредитами для структурных преобразований) предоставляются путём выделения финансовых ресурсов в целях поддержки политических и институциональных реформ.
Получаемая от заёмщика заявка на финансирование проекта оценивается с тем, чтобы убедиться в том, что данный проект является приемлемым в экономическом, финансовом, социальном и экологическом отношениях. На стадии переговоров по кредиту Банк и заёмщик согласовывают задачи развития, решаемые в рамках проекта, компоненты проекта, ожидаемые результаты, контрольные показатели эффективности реализации проекта и план его реализации, а также график выделения средств займа. Во время реализации проекта Банк наблюдает за использованием средств и оценивает результаты реализации проектов. Три четверти средств непогашенных займов управляются директорами по странам, работающими в постоянных представительствах Банка в государствах-членах. Около 30 процентов персонала Банка работают в постоянных представительствах, которых по всему миру насчитывается почти 100.
Долгосрочные кредиты МАР являются беспроцентными, однако по ним взимается небольшой комиссионный сбор в размере 0,75 процента предоставленных средств. Взимаемый МАР сбор за резервирование средств составляет от нуля до 0,5 процента неиспользованной суммы кредита; в 2006 финансовом году ставка этого сбора была установлена на уровне 0,33 процента. Полную информацию о финансовых продуктах, услугах, процентных ставках и сборах МБРР можно получить на странице Казначейского департамента Всемирного банка. Казначейство руководит всеми осуществляемыми МБРР операциями заимствования и кредитования, а также выполняет функции казначея, обслуживая другие учреждения в составе Группы Всемирного банка.

### Гранты
Всемирный банк осуществляет финансовую поддержку в форме грантов. Целью грантов является содействие разработке проектов путём стимулирования нововведений, сотрудничества между организациями и участия местных заинтересованных сторон в работе над проектами. В последние годы гранты МАР, финансируемые напрямую, либо управляемые в рамках партнёрских отношений, использовались в следующих целях:
- облегчение долгового бремени стран с высоким уровнем задолженности;
- повышение эффективности служб канализации и водоснабжения;
- поддержка программ иммунизации и вакцинации с целью снижения заболеваемости инфекционными болезнями, такими как малярия;
- борьба с пандемией ВИЧ/СПИДа;
- поддержка организаций гражданского общества;
- создание стимулов для сокращения выбросов парниковых газов.

### Другие услуги
Всемирный банк осуществляет не только финансовую поддержку странам-членам. Его деятельность направлена также на оказание аналитических и консультационных услуг, в которых нуждаются развивающиеся страны. Анализ проводимой странами политики и разработка соответствующих рекомендаций с целью улучшения социально-экономической ситуации в странах и улучшения условий жизни населения — часть деятельности Всемирного банка. Банк занимается исследовательской работой по широкому кругу вопросов, таких как окружающая среда, бедность, торговля и глобализация, и экономическими и отраслевыми исследованиями в конкретных секторах. Банк анализирует перспективы экономического развития стран, в том числе, например, банковского и/или финансового сектора, торговли, проблемы бедности и системы социальной защиты.
Значительная часть усилий также направлена на образовательную деятельность и распространение знаний, помогающих решать проблемы развития страны.
Институт Всемирного банка ИВБ (англ. World Bank Institute) — один из инструментов реализации политики по распространению знаний, способствующих решению задач Всемирного банка. ИВБ работает с политиками, бизнесменами, техническими специалистами, другими категориями граждан, а также с университетами, учебными центрами из разных стран.
Служба Интернет-трансляций B-SPAN — это Интернет-портал, при помощи которого Всемирный банк проводит семинары и конференции на такие темы, как устойчивое развитие и сокращение масштабов бедности.

### Направления (сферы) деятельности
Деятельность Всемирного банка охватывает широкую область деятельности:

| - Проблемы бедности - Проблемы снабжения продовольствием - Сельское хозяйство, лесное хозяйство и развитие других секторов экономики, связанных с использованием земель - Проблема борьбы со СПИДом в развивающихся странах - Борьба с коррупцией - Борьба с распространением вирусных заболеваний - Борьба с малярией - Проблемы детства и юношества - Проблема эксплуатации детей - Проблемы развития энергетики, доступа к источникам и поиска новых источников энергии - Экономическая политика и проблемы задолженности развивающихся стран - Выработка стратегий развития - Проблемы инвестиций в развивающиеся страны - Проблемы образования - Проблемы окружающей среды - Проблемы изменения климата и его влияния на жизнь людей - Стратегические задачи развития человечества и отдельных регионов | - Проблемы экономического роста, налогообложения, задолженности - Финансовый кризис - Развитие банковской системы, финансовых рынков, платёжных систем - Глобализация - Рост цен, проблемы стран-доноров - Урбанизация - Муниципальные финансы - Проблемы сохранения наследия - Транспорт - Торговля - Проблемы водоснабжения и канализации сточных вод - Публикации, семинары - Гендерные проблемы - Проблемы миграции - Газ, нефть - Горнодобывающая промышленность - Интернет и коммуникации - Право и развитие - Развитие частного сектора экономики |

В настоящее время Банк участвует в финансировании более 1800 проектов практически во всех секторах экономики развивающихся стран. Финансируются проекты в самых разных областях деятельности. Примерами являются развитие микрокредитования в Боснии и Герцеговине, повышение эффективности профилактики СПИДа в Гвинее, поддержка образования девочек в Бангладеш, повышение эффективности здравоохранения в Мексике, содействие восстановлению провозгласившего независимость Восточного Тимора и оказание Индии помощи в ликвидации последствий разрушительного землетрясения в штате Гуджарат.

## Управление деятельностью банка
Всемирный банк представляет собой акционерное общество, акционерами которого являются 188 стран-членов этой организации. Количество голосов, которыми обладают страны-участницы зависит от их доли в капитале Банка, которая в свою очередь определяется их долей в мировой экономике. Эти акционеры представлены Советом управляющих, который является высшим органом, принимающим решения и определяющим политику Банка. Как правило, управляющими являются министры финансов стран-участниц. Совет управляющих проводит свои совещания один раз в год во время Ежегодных совещаний Советов управляющих Группы Всемирного банка и Международного валютного фонда.
Конкретные полномочия по управлению Банком в период между заседаниями Совета управляющих переданы 25 исполнительным директорам, которые работают непосредственно в штаб-квартире Банка в Вашингтоне. Исполнительные директора образуют Совет директоров, который возглавляет Президент Банка. В Совет директоров входят пять исполнительных директоров, представляющих интересы государств-членов, обладающих крупнейшими пакетами акций: США, Япония, Германия, Франция и Великобритания. Остальные 20 исполнительных директоров представляют группы стран.
Совет директоров обычно проводит свои совещания два раза в неделю и осуществляет общее руководство работой банка, в том числе отвечает за утверждение всех займов и принятие других решений, затрагивающих деятельность Банка:
- утверждение займов и гарантий;
- определение общих принципов деятельности банка;
- утверждение бюджета Банка;
- выработка стратегий содействия странам;
- принятие решений, касающихся заимствований и других вопросов финансовой деятельности.

Президент Всемирного банка (в настоящее время Дэвид Милпасс) председательствует на совещаниях Совета директоров и отвечает за общее руководство деятельностью Банка. По традиции Президентом Всемирного банка становится гражданин США — страны, являющейся крупнейшим акционером Банка. Президент избирается Советом управляющих на пятилетний срок и может быть переизбран. Пять вице-президентов, в том числе три старших вице-президента (англ. Senior Vice-Presidents) и два исполнительных вице-президента (англ. Executive Vice-Presidents) отвечают за конкретные регионы, сектора, направления деятельности и выполняют другие конкретные функции. Старший вице-президент — главный экономист Всемирного банка разрабатывает стратегию развития банка.
Всемирный банк имеет представительства более чем в ста странах мира, в которых работает около 10 000 человек.

### Президенты Всемирного банка[16]
| Президент                                       | Сроки работы в должности      |
| ----------------------------------------------- | ----------------------------- |
| Юджин Мейер (Eugene Meyer)                      | 18 июня 1946 — 17 марта 1947  |
| Джон Макклой (John Jay McCloy)                  | 17 марта 1947 — 1 июля 1949   |
| Юджин Р. Блэк (Eugene «Gene» Robert Black, Sr.) | 1 июля 1949 — 1 января 1963   |
| Джордж Д. Вудс (George D. Woods)                | 1 января 1963 — 1 апреля 1968 |
| Роберт С. Макнамара (Robert S. McNamara)        | 1 апреля 1968 — 1 июля 1981   |
| Элден В. Клозен (Alden W. Clausen)              | 1 июля 1981 — 1 июля 1986     |
| Барбер В. Конэбл (Barber B. Conable)            | 1 июля 1986 — 1 сентября 1991 |
| Льюис Т. Престон (Lewis T. Preston)             | 1 сентября 1991 — 4 мая 1995  |
| Ричард Фрэнк (Richard Frank), и. о.             | 4 мая 1995 — 1 июня 1995      |
| Джеймс Д. Вулфенсон (James David Wolfensohn)    | 1 июня 1995 — 1 июня 2005     |
| Пол Вулфовиц (Paul Wolfowitz)                   | 1 июня 2005 — 1 июля 2007     |
| Роберт Зеллик (Robert Zoellick)                 | 1 июля 2007 — 1 июля 2012     |
| Джим Ён Ким (Jim Yong Kim)                      | 1 июля 2012 — 1 февраля 2019  |
| Дэвид Малпасс (David Malpass)                   | 5 апреля 2019 — 2 июня 2023   |
| Аджай Банга                                     | со 2 июня 2023                |

## Членство
Условием членства во Всемирном банке является членство в Международном валютном фонде, то есть каждая страна-член МБРР должна прежде стать членом Международного валютного фонда. Только те страны, которые являются членами МБРР, могут быть членами других организаций, входящих в Группу Всемирного банка.
Международный банк реконструкции и развития состоит из 189 стран-членов, а Международная ассоциация развития включает в себя 173 члена. В соответствии с Уставом Международного банка реконструкции и развития каждая страна имеет определённую квоту в уставном капитале, пропорционально квоте распределяются голоса при принятии решений. По состоянию на 2006 г. голоса распределялись следующим образом:
| Страна-участница | Доля, % |
| ---------------- | ------- |
| США              | 16,39   |
| Япония           | 7,86    |
| Германия         | 4,49    |
| Франция          | 4,30    |
| Великобритания   | 4,30    |
| Китай            | 2,78    |
| Индия            | 2,78    |
| Италия           | 2,78    |

| Страна-участница  | Доля, % |
| ----------------- | ------- |
| Канада            | 2,78    |
| Россия            | 2,78    |
| Саудовская Аравия | 2,78    |
| Нидерланды        | 2,21    |
| Бразилия          | 2,07    |
| Бельгия           | 1,81    |
| Испания           | 1,75    |
| Швейцария         | 1,66    |

| Страна-участница     | Доля,% |
| -------------------- | ------ |
| Австралия            | 1,53   |
| Иран                 | 1,48   |
| Венесуэла            | 1,27   |
| Мексика              | 1,18   |
| Аргентина            | 1,12   |
| Остальные 164 страны | 29,90  |
| Всего                | 100,00 |

Международная ассоциация развития насчитывает 173 стран-членов.

## Всемирный банк и Россия
Осенью 1991 года Всемирный банк открыл своё временное представительство в Москве.
7 января 1992 года Правительство Российской Федерации подало заявку на вступление в члены МВФ и Группы Всемирного банка. Россия стала членом этих организаций в июне 1992 года. В начале 1993 года банк открывает постоянное представительство в Москве, в котором в настоящее время работает около 70 человек, в основном — российских граждан.
В июне 1993 года банк организовал многостороннюю встречу в Париже для обсуждения наиболее приоритетных реформ в России и координации связанной с ними внешней помощи. Всего России для структурных преобразований по линии Всемирного банка было предоставлено кредитов на сумму свыше 13 млрд долл.
C 1 января 1995 по 1 июня 2005 года президентом Всемирного банка являлся Джеймс Д. Вулфенсон. Он впервые посетил Российскую Федерацию в октябре 1995 года и с тех пор каждый год посещал Россию с официальным визитом. С 1 июня 2005 года по 30 июня 2007 года Президентом Всемирного банка являлся Пол Вулфовиц, ушедший со своего поста в результате скандалов, который также посещал Россию. С 30 июня 2007 года по 1 июля 2012 года Президентом ВБ являлся Роберт Зеллик.
За время сотрудничества Всемирный банк одобрил предоставление России средств на реализацию более 70 проектов в различных областях на общую сумму более 10,5 млрд долларов.
Осознавая ценность знаний и опыта местных специалистов, Всемирный банк активно сотрудничает с ними в процессе реализации своих проектов. 80 % сотрудников представительства Всемирного банка в Москве — национальные кадры. Как и в других странах, Всемирный банк в рамках решаемых им задач большое внимание уделяет аналитической деятельности и консультациям.
Он регулярно публикует доклады об экономической ситуации в России. Кроме того, расположенные в Москве Центр обучения вопросам глобального развития и Центр общественной информации Банка помогают делиться опытом и знаниями с российскими партнёрами.
В сентябре 2021 года главным экономистом Всемирного банка по России вместо Апурва Санги был назначен Дэвид Найт (David Knight, гражданин Британии и Австралии), ранее занимавший аналогичный пост по Турции и Восточному Тимору.
В марте 2022 года Всемирный банк остановил все свои программы в России «в связи с ситуацией на Украине».
В ноябре 2022 года Всемирный банк провёл серию встреч с представителями РФ и по результатам консультаций признал РФ одним из лидеров цифровизации госуправления. Всемирный банк повысил рейтинг цифровизации РФ (GovTech Maturity Index) и перевёл РФ из списка стран с «В»-рейтингом в список с рейтингом «А».

## Критика
Деятельность Всемирного банка в течение длительного времени критикуется различными неправительственными организациями и учёными, среди которых видное место занимает нобелевский лауреат по экономике и бывший главный экономист Всемирного банка Джозеф Стиглиц.
В частности, Стиглиц назвал политику по отношению к развивающимся странам, разработанную МВФ, Всемирным банком и экономистами в американском правительстве, ошибочной. По его мнению, если бы этой политике следовали США, значительного экономического роста не произошло бы. Он также указал на то, что Россия последовала рекомендациям и испытала падение реальных доходов населения, а Китай не последовал и переживает экономический подъём. Стиглиц отрицательно выразился по поводу политики Всемирного банка в отношении России, критикуя шоковую терапию переходного периода.
Анализ развития мировой экономики показывает, что программы Всемирного банка в том виде, как он их формулировал, не обеспечивали устойчивого и справедливого развития экономики. В связи с этим стало нарастать давление на Банк. Неправительственные организации на национальном и международном уровне стали добиваться открытого и демократичного рассмотрения решений, альтернативных политике Всемирного банка.
В 2001 году Комиссия Конгресса США провела оценку результатов деятельности международных финансовых организаций и пришла к выводу, что 60 % проектов Всемирного Банка завершились неудачно. Всемирный банк призван бороться с бедностью, но за последние пять лет лишь 1 % кредитов получили «бедные» государства, наиболее нуждающиеся в такого рода помощи. За это время уровень бедности в мире несколько снизился, что нельзя объяснить только деятельностью Всемирного банка. Успехов добились государства, которые практически не получали финансовой помощи Всемирного банка. В тех странах, которые были получателями основных пакетов помощи, не только не было успехов в борьбе с бедностью, но ситуация в них даже ухудшилась.
Исследовательский центр Heritage Foundation проанализировал, какое влияние оказали на наиболее бедные страны кредиты Всемирного Банка. За период с 1980 по 2003 год его кредиты и гранты (субсидии) получили 105 «бедных» государств. В результате, в 39 странах валовой внутренний продукт уменьшился, в 17 — рост ВВП был минимальным (от нуля до 1 %), в 33 — умеренным (1-4 %). Лишь 12 получателей помощи смогли существенно увеличить темпы экономического развития. Ещё более удручающая ситуация сложилась в Африке. Здесь деньги Всемирного Банка получили 48 государств, лишь три из них смогли успешно развиваться экономически, в 23 был отмечен экономический спад.